# Nightfall (альбом Little Big Town)
| Совокупная оценка    | Совокупная оценка |
| Источник             | Оценка            |
| -------------------- | ----------------- |
| Metacritic           | 81/100            |
| Оценки критиков      |                   |
| Источник             | Оценка            |
| AllMusic             | [ 1 ]             |
| Entertainment Weekly | B+                |

Nightfall — девятый студийный альбом американской кантри-группы Little Big Town, изданный 17 января 2020 года на лейбле Capitol Nashville. Он включает синглы «Over Drinking» и «The Daughters», номинированный на Grammy.

## История
Запись проходила в нескольких музыкальных студиях: Blackbird Studios (Нашвилл, штат Теннесси), Dark Horse Music (LLC), House Of Blues (Нашвилл), Ivory & Rye (Нашвилл), Sound Emporium (Нашвилл), Southern Ground Nashville (Нашвилл). Релиз диска состоялся 17 января 2010 года

## Отзывы
Альбом получил положительные отзывы музыкальной критики и интернет-изданий. На сайте Metacritic ему дали 83 балла из 100. Стивен Томас Эрлвайн из AllMusic написал, что «труд очевиден, особенно в тщательном построении композиций и тонких оттенках на отдельных дорожках» и «это музыка для медитативных рассветов или для послеобеденного времени, нуждающегося в дозе утешения и успокоения». Он также сравнил звучание группы с Fleetwood Mac.

## Коммерческий успех
Nightfall дебютировал на первом месте в американском кантри-чарте Top Country Albums (четвёртый их чарттоппер) с тиражом 31,000 эквивалентных альбомных единиц, включая 26,000 традиционных продаж альбома. К марту 2020 года было продано 43,800 копий в США.

## Список композиций
| №   | Название               | Автор(ы)                                                        | Лид-вокал         | Длительность |
| --- | ---------------------- | --------------------------------------------------------------- | ----------------- | ------------ |
| 1.  | «Next to You»          | Michael Jade Trevor Jarvis Hillary Reynolds                     | Карен Файрчилд    | 4:06         |
| 2.  | «Nightfall»            | Карен Файрчилд Fancy Hagood Daniel Tashian                      | Файрчилд          | 3:21         |
| 3.  | «Forever and a Night»  | Файрчилд Филлип Свит Foy Vance Джими Вестбрук                   | Филлип Свит       | 4:26         |
| 4.  | «Throw Your Love Away» | Файрчилд Хиллари Линдси Лори Маккенна Лиз Роуз Кимберли Шлапман | Кимберли Шлапман  | 3:44         |
| 5.  | «Over Drinking»        | Cary Barlowe Jesse Frasure Ashley Gorley Steph Jones Линдси     | Файрчилд          | 3:10         |
| 6.  | «Wine, Beer, Whiskey»  | Tofer Brown Файрчилд Sean McConnell Шлапман Свит Вестбрук       | Джими Вестбрук    | 3:16         |
| 7.  | «Questions»            | Файрчилд Jon Green Sara Haze                                    | Файрчилд          | 3:04         |
| 8.  | «The Daughters»        | Ashley Ray Файрчилд McConnell                                   | Файрчилд          | 3:32         |
| 9.  | «River of Stars»       | Файрчилд Ian Fitchuk Tashian                                    | Файрчилд Вестбрук | 3:37         |
| 10. | «Sugar Coat»           | Josh Kerr Маккенна Jordyn Shellhart                             | Файрчилд          | 3:40         |
| 11. | «Problem Child»        | Brown Файрчилд McConnell Шлапман Свит Вестбрук                  | Вестбрук          | 3:35         |
| 12. | «Bluebird»             | Файрчилд Fitchuk Tashian                                        | Файрчилд          | 3:11         |
| 13. | «Trouble with Forever» | Mark Beeson Haze Jason Saenz                                    | Файрчилд          | 3:31         |

## Участники записи
Little Big Town
- Карен Файрчилд
- Кимберли Роадс Шлапман
- Филлип Свит
- Джими Вестбрук

## Чарты
| Чарт (2020)                              | Высшая позиция |
| ---------------------------------------- | -------------- |
| Австралия (ARIA)                         | 88             |
| Канада (Canadian Albums Chart)           | 65             |
| Шотландия (Scottish Albums Chart)        | 40             |
| Великобритания (UK Digital Albums Chart) | 27             |
| Великобритания (Physical Albums, OCC)    | 71             |
| Великобритания (UK Country Albums Chart) | 1              |
| США (Billboard 200)                      | 13             |
| США (Billboard Top Country Albums)       | 1              |

| Чарт (2020)                              | Позиция |
| ---------------------------------------- | ------- |
| США (Top Current Album Sales, Billboard) | 91      |
| США (Top Country Albums, Billboard)      | 69      |